# Grängesberg västra
Grängesberg västra – miejscowość (tätort) w Szwecji, w regionie administracyjnym (län) Dalarna, w gminie Ludvika.
Według danych Szwedzkiego Urzędu Statystycznego liczba ludności wyniosła: 1022 (31 grudnia 2015), 1059 (31 grudnia 2018) i 1009 (31 grudnia 2019).